# گندمار
گندمار (به اسپانیایی: Gondomar, Pontevedra) یک شهرستان در اسپانیا است که در بیگو واقع شده‌است.

## خصوصیات
گندمار ۷۴٫۵ کیلومترمربع مساحت و ۱۳٬۸۴۱ نفر جمعیت دارد.